# ناحية الإمام القائم
ناحية الإمام القائم (بلدية الثغر سابقًا) هي إحدى نواحي قضاء القرنة شمال مركز محافظة البصرة، جنوب العراق، تأسست عام 2004، وبتاريخ 2024/8/2 اصبحت قضاء تابع لمحافظة البصرة، وتبلغ مساحتها الكلية حوالي 190 كم.